# Киш-Дох
Некрополь Киш-Дох — древнее кладбище, расположенное на правом берегу реки Киш, между селами Киш и Охуд в Шеки. Памятник был разрушен в результате периодического разлива реки Киш. В настоящее время площадь некрополя занимает площадь около 0,5 га.

## Географическое положение
Некрополь Киш-Дохун расположен в Шеки, на правом берегу реки Киш. Киш граничит с севера — горной дорогой Киш-Охуд, а с юга — рекой Киш и большим склоном. Некрополь расположен на двух склонах, основная часть обрушилась.

## Археологические раскопки
Памятник Киш-Дох впервые был зарегистрирован в 1982 году покойным археологом Насибом Мухтаровым. В 1983 году шекинская группа под руководством научного сотрудника Института истории АН Азербайджанской ССР В. Мамедова провела полевые исследования некрополя. В 90-х годах прошлого века Насиб Мухтаров провел на памятнике несколько спасательных работ. В результате были выявлены интересные погребальные обычаи античности и раннего средневековья, в том числе «Воинские могилы». В 2020 году под руководством доктора Заура Гасанова и видного казахстанского археолога Зайноллы Самашева на памятнике были продолжены масштабные археологические раскопки в международном масштабе. Здесь изучены коллективные могилы и их ритуальные места.

## Типичные особенности захоронений
Проведенные археологические раскопки позволили изучить интересные могильные конструкции — различные формы коллективных захоронений в памятнике Киш-Дох. Во всех могилах здесь похоронено более 2 человек. В одной из могил обнаружено 18 человеческих черепов и другие связанные с ними антропологические останки. Могилы в основном имеют прямоугольную форму. Внутри и вокруг куба были найдены образцы оружия — наконечники копий и кинжал сарматского типа. Кроме того, из этой могилы были получены амулеты из волчьих зубов и оленьих рогов, бронзовые ожерелья, различные пуговицы из кости и бронзы, ряд образцов материальной культуры. Их можно отнести к 1-3векам.